# Eva Sjödin
Eva Sjödin, född 1956 i Östersund, är en svensk författare och bildkonstnär.

## Priser och utmärkelser
- 1998 – Rörlingstipendiet
- 1998 – Axel Sjöberg-stipendiet [2]